# Bugewitz
Bugewitz (pol. Boguszewice lub Boguwice) – gmina w Niemczech, wchodząca w skład Związku Gmin Anklam-Land w powiecie Vorpommern-Greifswald, w kraju związkowym Meklemburgia-Pomorze Przednie.